# Comuna Hnîlce, Pidhaiți
Hnîlce (în ucraineană Гнильче) este o comună în raionul Pidhaiți, regiunea Ternopil, Ucraina, formată din satele Cerven, Hnîlce (reședința) și Panovîci.

## Demografie
Componența lingvistică a comunei Hnîlce
     Ucraineană (100%)
Conform recensământului din 2001, toată populația comunei Hnîlce era vorbitoare de ucraineană (100%).